# Kaplestone Sike
Der Kaplestone Sike ist ein Wasserlauf in Dumfries and Galloway. Er entsteht im Südwesten des Roan Fell und fließt in westlicher Richtung bis zu seiner Mündung in das Tarras Water.